# Cecilio Valverde
Cecilio Valverde Mazuelas, né le 27 juin 1927 à Cordoue et mort le 11 juin 2001 à Madrid, est un homme d'État espagnol membre de l'Union du centre démocratique (UCD).
Avocat formé en droit à l'université centrale de Madrid, il exerce principalement en Andalousie. Il intègre l'UCD en 1977 et devient sénateur de Cordoue. Après les élections de 1979, il est désigné président du Sénat espagnol.
Il échoue à se faire élire député en 1982 du fait de la déroute de l'UCD et met un terme à sa carrière politique. Il reprend alors ses activités d'avocat.

## Biographie

### Vie professionnelle
Il passe son bachillerato dans un établissement lassalien de Cordoue, puis s'inscrit à l'université centrale de Madrid pour y étudier le droit. Il obtient sa licence en 1948.
Il devient alors avocat et exerce dans de nombreux cabinets, à Cordoue, Grenade, Séville et Madrid. Entre 1962 et 1966, il est secrétaire du barreau de Cordoue.

### Sénateur
Il participe en 1976 à la fondation du Parti social-libéral andalou (PSLA), aux côtés de Manuel Clavero.
Le PSLA intègre ensuite l'UCD, qui l'investit candidat aux élections sénatoriales du 15 juin 1977 dans la circonscription de Cordoue. Il y remporte l'un des quatre sièges à pourvoir avec 104 073 voix, ce qui constitue le plus mauvais score des élus de la circonscription. Il rejoint le groupe UCD et siège notamment à la commission de la Justice et de l'Intérieur.

### Président du Sénat
Il est réélu à la chambre haute à l'occasion des élections sénatoriales du 1er mars 1979, avec un total de 102 189 voix, se classant une nouvelle fois quatrième parmi les sénateurs élus dans la province de Cordoue. Le 21 mars, il est choisi par le comité exécutif de l'UCD comme candidat à la présidence du Sénat, au détriment de Justino de Azcárate et Juan Carlos Guerra Zunzunegui.
Cecilio Valverde est élu à 51 ans président du Sénat le 27 mars par 122 voix contre 71 au socialiste Ramón Rubial. Dans son discours d'investiture, marqué par une référence religieuse, il affirme que le Sénat instauré par la nouvelle Constitution pourra proposer « de grands amendements », « loin du pugilat politique du Congrès des députés ».
Le 30 avril 1980, les Groupes armées du 28 février (GAVF), une organisation terroriste marxiste nationaliste andalouse, déposent sur le pas de la porte de son domicile de Cordoue une fausse bombe, qui sera retirée par la police.

### Après la politique
Dans la perspective des élections générales anticipées du 28 octobre 1982, il est désigné tête de liste de l'UCD dans la province de Cordoue pour les élections législatives. Avec 6,76 % des suffrages exprimés, sa liste arrive en quatrième position et n'emporte aucun des sept sièges à pourvoir.
Il se retire alors de la vie politique et exerce pleinement son métier d'avocat. Il meurt à Madrid le 11 juin 2001, à l'âge de 73 ans. Il est enterré dès le lendemain au cimetière de Mingorrubio.

### Vie privée
Il est marié et père de neuf enfants.